# Bryan Orritt
Bryan Orritt (Caernarfon, 22 de febrero de 1937 - Johannesburgo, 24 de marzo de 2014) fue un futbolista británico que jugaba en la demarcación de delantero.

## Biografía
En 1954 hizo su debut con el Bangor City FC tras ser fichado de las categorías inferiores del Llanfair PG. En 1956 se unió al Birmingham City FC, quien militaba en la Football League First Division. Llegó a jugar la final de la Copa de Ferias en la temporada 1959/1960 y 1960/1961, perdiendo ambas. Un año después de jugar la última final, fue traspasado al Middlesbrough FC, convirtiéndose en el primer sustituto usado en la historia del club. Tras cuatro años en el equipo y haber marcado 22 goles en 118 partidos jugados, se fue a Sudáfrica para fichar por el Southern Suburbs. También jugó para el Durban United FC y el Rangers FC antes de volver al Southern Suburbs. Finalmente en 1971 se fue traspasado al Berea Park FC, club en el que se retiró en 1974.
Falleció el 24 de marzo de 2014 en Johannesburgo a los 77 años de edad.

## Clubes
| Club               | País       | Año       | Partidos | Goles |
| ------------------ | ---------- | --------- | -------- | ----- |
| Bangor City FC     | Gales      | 1954-1956 | 52       | 13    |
| Birmingham City FC | Inglaterra | 1956-1962 | 99       | 23    |
| Middlesbrough FC   | Inglaterra | 1962-1966 | 118      | 22    |
| Southern Suburbs   | Sudáfrica  | 1966-1967 | 54       | 12    |
| Durban United FC   | Sudáfrica  | 1967-1969 | 35       | 11    |
| Rangers FC         | Sudáfrica  | 1969-1970 | 16       | 3     |
| Southern Suburbs   | Sudáfrica  | 1970      | 17       | 3     |
| Berea Park FC      | Sudáfrica  | 1971-1974 | ¿?       | ¿?    |